# Harrie Steevens

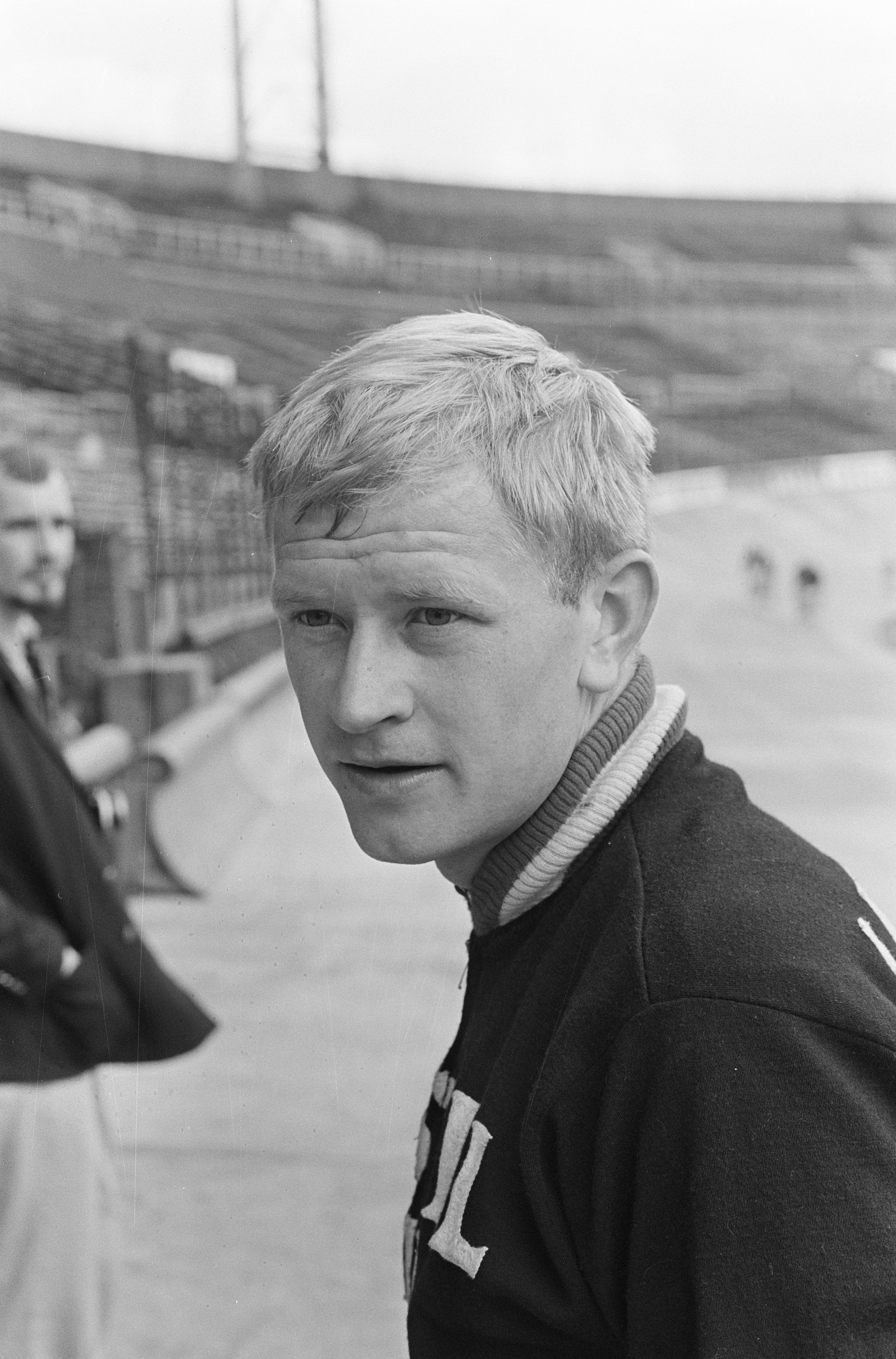
Harrie Steevens in 1966

Henri “Harrie/Harry” Steevens (Elsloo, 27 april 1945), is een voormalig Nederlands wielrenner met de bijnaam: De witte raaf van Elsloo.
De Limburger was in de jaren zestig vooral als amateur zeer succesvol. In 1965 won hij Olympia's Tour, won hij tevens drie etappes en werd hij eerste in het puntenklassement. Ook won hij in dat jaar de twee amateurklassiekers Ster van Zwolle en Omloop van de Kempen. In 1966 won hij de Ronde van Limburg en was hij winnaar van een aantal etappes en de groene trui in de Tour de l'Avenir (de Tour de France voor amateurs). Hij werd tevens tweede in het eindklassement van deze Tour.
Als professional (vanaf 1967) was hij minder succesvol. Toch was zijn  topjaar 1968. In dat jaar won hij de Amstel Gold Race, de belangrijkste zege in zijn profcarrière. Daarnaast won hij de semi-klassieker Parijs-Camembert. Verder werd hij tweede in de Grote Scheldeprijs en behaalde hij een etappe-overwinning in de Ronde van Andalusië.
In 1970 nam hij deel aan de Ronde van Frankrijk. Zijn beste prestatie in deze ronde was een 2e plaats in de 6e etappe. Hij werd 45e in het eindklassement.
In 1971 stond hij weer aan de start, maar moest in de 6e etappe opgeven na overschrijding van de tijdslimiet.

## Overzicht resultaten

### Amateurs
1964
- Olympia's Tour: 3e plaats, 1e plaats in 6e etappe

1965
- Olympia's Tour: 1e plaats Puntenklassement, 1e plaats in 4e, 5e en 7e etappe
- Omloop van de Kempen: 1e plaats
- Ronde van Zuid-Holland: 1e plaats
- Ronde van Noord-Holland: 2e plaats
- Ster van Zwolle: 1e plaats
- Ronde van de Toekomst: 7e plaats in eindklassement, 1e plaats puntenklassement

1966
- Olympia's Tour:1e plaats in 6e etappe
- Ronde van de Toekomst: 2e plaats in eindklassement, 1e plaats in 1e etappe, 1e plaats puntenklassement
- Ronde van Limburg: 1e plaats

### Profs
1967
- Amstel Gold Race: 3e plaats

1968
- Parijs-Tours: 6e plaats
- Amstel Gold Race: 1e plaats
- Grote Scheldeprijs: 2e plaats
- Parijs-Camembert: 1e plaats
- Parijs-Luxemburg: 5e plaats
- Ronde van Andalusië (Ruta del Sol): 1e plaats in 7e etappe
- Ronde van het Noorden: 1e plaats

1969
- GP Pino Cerami: 3e plaats
- Omloop der Vlaamse Gewesten: 2e plaats

1970
- Ronde van Frankrijk: 2e plaats in 8e etappe
- GP Orchies: 1e plaats
- Ronde van Zwitserland: 1e plaats in 2e etappe

1971
- Ronde van Spanje: 3e plaats in 4e etappe

## Resultaten in voornaamste wedstrijden
| Jaar | Ronde van Italië | Ronde van Frankrijk | Ronde van Spanje |
| ---- | ---------------- | ------------------- | ---------------- |
| 1967 |                  |                     |                  |
| 1968 |                  |                     |                  |
| 1969 |                  |                     |                  |
| 1970 |                  | 45e                 |                  |
| 1971 |                  | buiten tijd         | opgave           |

| Jaar | Milaan-San Remo | Gent-Wevelgem | Ronde van Vlaanderen | Parijs-Roubaix | Amstel Gold Race | Ronde van Lombardije | E3 Harelbeke | Waalse Pijl |  | WK op de weg |
| ---- | --------------- | ------------- | -------------------- | -------------- | ---------------- | -------------------- | ------------ | ----------- |  | ------------ |
| 1967 |                 |               | 90e                  | 41e            | ↑                |                      |              |             |  | 17e          |
| 1968 | 15e             |               | 31e                  |                | ↑                |                      | 8e           |             |  | 18e          |
| 1969 |                 |               |                      |                | 23e              | 31e                  |              |             |  | 25e          |
| 1970 |                 |               |                      |                | 21e              |                      |              | 43e         |  |              |
| 1971 |                 | 11e           |                      |                | 20e              |                      |              | 19e         |  |              |

## Ploegen
- 1966 - Goudsmit-Hoff
- 1967 - Caballero
- 1968 - Willem II-Gazelle
- 1969 - Caballero
- 1970 - Caballero
- 1971 - Goudsmit

## Trivia
Het toeval wil dat de Amstel Gold Race van 1968, die door Steevens gewonnen werd, de enige was die ooit in zijn geboorteplaats Elsloo finishte.